# Махер, Хелена
Хеле́на Ма́хер-Охма́ньская (пол. Helena Macher-Ochmańska; 17 октября 1937, Бельско-Бяла) — польская саночница, выступала за сборную Польши в 1960-х годах. Участница двух зимних Олимпийских игр, бронзовый призёр чемпионата Европы, медалистка многих национальных первенств и международных чемпионатов.

## Биография
Хелена Махер родилась 17 октября 1937 года в городе Бельско-Бяла. Активно заниматься санным спортом начала в возрасте восемнадцати лет в местном спортивном клубе, затем переехала Катовице и присоединилась к другому клубу. На международном уровне дебютировала в 1958 году, на домашнем чемпионате мира в Крынице финишировала семнадцатой. Первого серьёзного успеха добилась в 1960 году, когда завоевала серебряную медаль на чемпионате Польши.
В 1963 году на мировом первенстве в австрийском Имсте Махер закрыла десятку сильнейших. Год спустя была бронзовым призёром национального первенства и благодаря череде удачных выступлений удостоилась права защищать честь страны на зимних Олимпийских играх в Инсбруке, приняла участие в первых в истории олимпийских соревнованиях по санному спорту. Хотела побороться здесь за медали, но по итогам четырёх заездов показала лишь восьмое время.
Несмотря на неудачу с Олимпиадой, осталась в основном составе сборной Польши и продолжила ездить на крупнейшие международные турниры. Так, в 1966 году она вновь получила бронзу национального первенства, а в 1967-м выиграла бронзовую медаль на чемпионате Европы в Кёнигсзе и финишировала двадцатой на чемпионате мира в шведском Хаммарстранде. Позже прошла квалификацию на Олимпийские игры 1968 года в Гренобль, где совсем немного не дотянула до призовых позиций, расположилась на четвёртом месте, уступив бронзовому призёру немке Ангелике Дюнхаупт всего лишь 0,09 секунды. Вскоре после этих заездов Хелена Махер приняла решение завершить спортивную карьеру.